# Olga Raonić
Olga Raonić est une ancienne joueuse de volley-ball serbe née le 31 décembre 1986 à Belgrade. Elle mesure 1,84 m et jouait au poste de passeuse. Elle a totalisé 12 sélections en équipe de Serbie.

## Clubs
| Club                     | De        | À         |
| ------------------------ | --------- | --------- |
| Radnički Beograd         | 2001-2002 | 2007-2008 |
| Dinamo Pančevo           | 2008-2009 | 2008-2009 |
| Iraklis Thessalonique    | 2009-2010 | 2009-2010 |
| 1. VC Wiesbaden          | 2010-2011 | 2010-2011 |
| SC Potsdam               | 2011-2012 | 2011-2012 |
| ŽOK Spartak              | 2012-2013 | 2012-2013 |
| LTS Legionovia Legionowo | 2013-2014 | 2013-2014 |

## Palmarès
- Championnat de Serbie
  - Finaliste : 2013.